# حسن البحراني
حسن البحراني (15 سبتمبر 1983 -)، مذيع كويتي. 

## أعمالة
بدأ تقديم البرامج في قناة الراي في عام 2004 ، ثم أتجه إلى قناة الوطن وقدم من خلاله برنامج «أكاديمية الوطن» لفترة.

#### البرامج التلفزيونية
- رايكم شباب.
- أكاديمية الوطن.
- صباح الوطن.
- بالكويتي.